# VV DTD
VV DTD (voluit Voetbalvereniging De Trije Doarpen) is de op 20 juni 1939 opgerichte amateurvoetbalvereniging voor de dorpen Britsum, Cornjum en Jelsum in de gemeente Leeuwarden, Friesland, Nederland. De clubkleuren zijn geel en groen. De thuiswedstrijden worden op het eigen sportpark in Cornjum gespeeld.

## Accommodatie

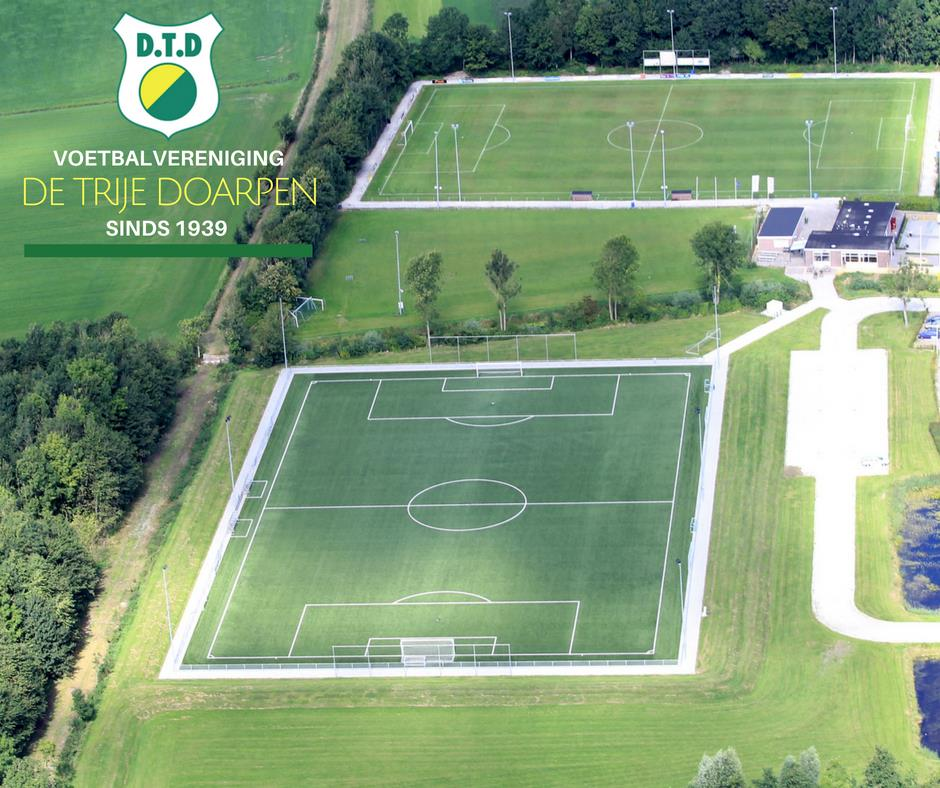
Luchtfoto sportcomplex DTD anno 2016

DTD speelt zijn thuiswedstrijden op Sportpark DTD. Het sportpark herbergt twee voetbalvelden en een trainingsveld. Het hoofdveld, dat zich aan de noordzijde van de kantine bevindt, bestaat uit natuurgras. In het seizoen 1999/2000 is dit veld uitgerust met een veldverlichting. Het (oude)trainingsveld dat aan de westzijde van de kantine ligt, tussen heeft hoofd- en het kunstgrasveld in, wordt niet meer gebruikt. Dit trainingsveld is tientallen jaren lang het trainingsveld voor DTD geweest, maar heeft nooit voldaan aan de KNVB-eisen voor een trainingsveld. Hierdoor was trainen lastig en werd het veld chronisch overbelast, wat het veld niet ten goede kwam.
In november 2014 is het nieuwe kunstgrasveld opgeleverd, het veld ligt aan de zuidzijde van de kantine. Dit kunstgrasveld vervangt het B-veld dat voorheen een natuurgrasveld was en dient voor alle teams van DTD als nieuwe trainingsveld. Om het veld staan 6 lichtmasten waar in totaal 64 lampen zijn bevestigd. Deze 64 lampen zijn uitgerust met ledverlichting. Ook is er tegelijk bij het realiseren van het kunstgrasveld een nieuwe parkeerterrein aangelegd. Dit parkeerplek biedt ruimte voor 30 auto's.
De accommodatie beschikt over 4 kleedkamers, 1 scheidstrechterkamer en een sportkantine met uitzicht op het kunstgrasveld.

## Standaardelftal
Het standaardelftal komt in het seizoen 2024/25 uit in de Vierde klasse zaterdag van het KNVB-district Noord.
In het seizoen 1958/59 werd dit team voor het eerst kampioen, het werd kampioen van de eerste klasse A van de Friesche Voetbalbond en promoveerde hiermee naar de Vierde klasse KNVB. Het volgende kampioenschap was in het seizoen 1987/88, met deze titel werd er een promotie naar de Derde klasse afgedwongen. Daarna duurde het tot seizoen 2008/09 voordat er weer een kampioenschap gevierd kon worden, namelijk het kampioenschap in de Vijfde klasse.
In het seizoen 2011/12 promoveerde het team via de nacompetitie naar de Tweede klasse, de hoogste klasse die de club ooit bereikte. Dit verblijf duurde één seizoen. Na vervolgens twee seizoenen in de Derde klasse te hebben gespeeld, promoveerde het team opnieuw via de nacompetitie naar de Tweede klasse. In deze klasse kwam DTD vijf opeenvolgende seizoenen uit, tot en met het seizoen 2019/20. In deze periode was de club zelfs dicht bij promotie naar de Eerste klasse: in een tweeluik met Frisia werd promotie nipt misgelopen en strandde DTD in de nacompetitie.
Na enkele jaren in de Derde klasse werd via een interne stemming besloten dat de club vanaf het seizoen 2024/2025 op zaterdag verder zou gaan. In het laatste seizoen in de zondagcompetitie kon degradatie niet worden voorkomen, waardoor DTD dit jaar is gestart in de Vierde klasse op zaterdag.

### Erelijst
Kampioen Vierde klasse: 1988
Kampioen Vijfde klasse: 2009
Kampioen FVB 1e klasse: 1959

### Competitieresultaten 1960–2020
| 9 4A |

| 7 4A |

| 9 4A |

| 6 4A |

| 9 4A |

| 10 4A |

| 9 4A |

| 11 4A |

| 8 1A |

| 6 1A |

| 2 |

| 8 4A |

| 8 4A |

| 6 4A |

| 10 4A |

| 7 4A |

| 5 4A |

| 10 4A |

| 8 |

| 9 |

| 3 |

| 7 4A |

| 5 4A |

| 6 4A |

| 10 4B |

| 6 4A |

| 2 4A |

| 7 4A |

| 1 4A |

| 11 3A |

| 11 4A |

| 4 4A |

| 5 4A |

| 4 4A |

| 5 4A |

| 6 4A |

| 5 4A |

| 3 4H |

| 11 4A |

| 7 5A |

| 6 5A |

| 7 5A |

| 6 5A |

| 4 5A |

| 12 4A |

| 3 5A |

| 4 4A |

| 6 4A |

| 9 4A |

| 1 5A |

| 4 4A |

| 11 3A |

| 2 3A |

| 14 2K |

| 2 3A |

| 2 3A |

| 5 2K |

| 4 2K |

| 11 2K |

| 10 2K |

| 13 2K |

| 4 3A |

| 6 3A |

| 2 3B |

| 13 3A |

| - 4B |

| Tweede klasse | Derde klasse | Vierde klasse | Vijfde klasse | Eerste klasse FVB |

In elke staaf van de grafiek staat van boven naar beneden vermeld: 
- Eindnotering

Dit is de positie die de club heeft bereikt in de competitie, zonder eventuele beslissings-, play-off- of nacompetitiewedstrijden die nodig zijn geweest om bijvoorbeeld de kampioen van de competitie te bepalen.
Indien een * achter het getal staat is de notering een tussenstand en kan het zijn dat de notering niet overeenkomt met de uiteindelijke eindstand van de competitie.
Staat er een - dan is het seizoen nog bezig en is er geen definitieve uitslag bekend.
Staat er xx op de positie van de notering, dan heeft de club vroegtijdig de competitie verlaten. Dit kan onder andere komen door terugtrekking van het team, faillissement van de club of door een uitgedeelde straf van de KNVB. In veel gevallen staat elders in het artikel de reden vermeld.
Staat er een ? dan is het resultaat uit het verleden onbekend, en is alleen de competitie of het niveau bekend van dat seizoen.
In de seizoenen 2019/20 en 2020/21 werd wegens de coronacrisis het amateurvoetbal afgebroken. Daardoor kennen deze staven geen eindklassering (middels -- weergegeven).
- Competitieniveau en afdelingsletter of Officiële eindstand Eredivisie
  - Competitieniveau en afdelingsletter

Hierbij geeft het getal het niveau weer, dat ook terug te vinden is in de legenda. De letter is de afdelingsaanduiding en wordt gebruikt wanneer er meer afdelingen zijn op hetzelfde niveau. De afdelingsletter is altijd een hoofdletter en wordt meestal zonder nummer gebruikt.
Voorbeeld: 2F is niveau 2e klasse competitie F.
Het competitieniveau en nummer wordt niet vermeld wanneer er slechts één competitie van dit niveau was.
  - Officiële eindstand Eredivisie (getal staat tussen haakjes vermeld)

Sinds de introductie van play-offwedstrijden voor Europees voetbal na afloop van de reguliere competitie in 2005/06, is de KNVB verplicht een eindstand van de Eredivisie door te geven aan de UEFA aan de hand van deze play-offwedstrijden.
Bij deze eindstand staan clubs die zich hebben gekwalificeerd voor Europees voetbal hoger dan clubs die zich niet wisten te kwalificeren. Indien er geen verschil was tussen de eindnotering en de officiële eindstand, staat dit getal niet vermeld.

- Onderafdeling

Hier staat afgekort de naam van de onderafdeling indien de club in dat jaar in een onderafdeling uitkwam. Tevens staat deze afkorting in de legenda en wordt gelinkt naar het artikel over deze onderafdeling. Deze afkorting wordt alleen vermeld wanneer de club in het verleden in verschillende onderafdelingen heeft gespeeld. Deze vermelding is in de staaf altijd in kleine letters. Deze onderafdelingen zijn na het seizoen 1995/96 afgeschaft. Heeft de club in slechts één onderafdeling gespeeld, dan is dit alleen terug te vinden in de legenda.
Onder de staaf staat het jaartal vermeld waarin het seizoen is afgesloten. 15 verwijst naar het seizoen 2014/15 of eventueel het seizoen 1914/15.
Wanneer een staaf leeg is, zijn deze gegevens niet bekend. Het kan ook zijn dat de club dat seizoen niet heeft meegespeeld op het hogere amateurniveau, vroegtijdig de competitie heeft verlaten of uit de competitie is gezet.

In het seizoen 1944/45 was er wegens de Tweede Wereldoorlog geen regulier competitievoetbal.

## Amateurpartner Cambuur

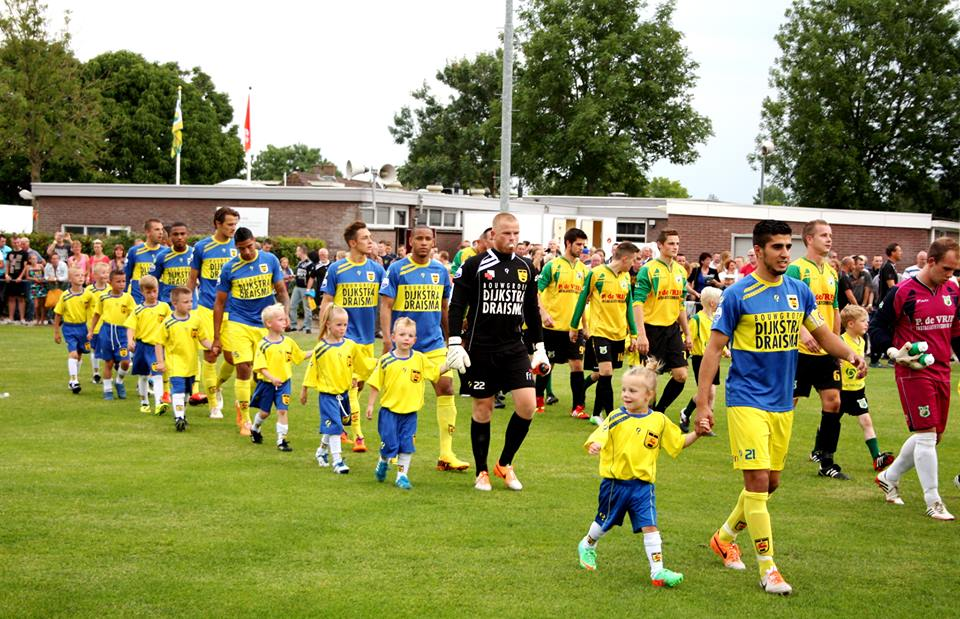
4 juli 2014 DTD - SC Cambuur

Traditioneel start SC Cambuur de oefencampagne met een oefenwedstrijd tegen DTD, al 26 keer werd deze wedstrijd gespeeld. De eerste oefenwedstrijd tussen beide clubs werd op zaterdagavond 11 juli 1987 gespeeld ter gelegenheid van de officiële opening van het nieuwe hoofdveld van DTD. Ruim 2000 toeschouwers zagen SC Cambuur winnen met 2-8, de doelpunten voor SC Cambuur werden gescoord door: Willem van der Ark 4×, Carlo de Leeuw 2×, Ben Haverkort en Mark Payne. De doelpunten voor DTD werden gemaakt door Marco Draaisma en Bauke van Dijk.
De supporters van SC Cambuur zien deze oefenwedstrijd tegenwoordig als start van het nieuwe seizoen. De wedstrijd wordt dan ook veelal druk bezocht, ± 1500 toeschouwers vinden dan hun weg naar Cornjum.

## Bekende (ex-)spelers
CVV Blauw Wit '34 · SC Cambuur · VV DTD · GAVC · SC Flamingo · LVV Friesland · LAC Frisia 1883 · FVC · VV Irnsum · Leeuwarder Zwaluwen · SC Leovardia · SC Lions '66 · RKVV MKV '29 · VV Nicator · VV Oosterlittens · SC Stiens · VV Warga · WWS 

Voormalige clubs: VV Leeuwarden · VV Rood Geel